# 塚本洋
塚本 洋（つかもと ひろし、1975年7月14日 - ）は、中日ドラゴンズに所属するアスレティックトレーナー、プロ野球コーチ。埼玉県出身。プロ野球選手としての経験はない。

## 来歴
小学生の頃から野球を続け、プロ野球選手を目指していたものの、西武台千葉高校入学後に周囲との能力差から厳しさを感じる。このとき、なぜ能力差が生まれたのか疑問を覚えたことから人間の体の仕組みに興味を示すようになり、大阪体育大学の体育学部に進学。大学では硬式野球部監督のアドバイスで1年生のときから学生トレーニングコーチに就任し、指導に専念する道を選んだ。大学時代は上原浩治の教育係だった。
大学卒業後、松下電器野球部（現・パナソニック野球部）のコンディショニングコーチとなる。
当時二軍打撃コーチの河村健一郎の紹介により2003年に中日ドラゴンズのトレーニングコーチに就任。以後、同球団の主に二軍の指導を担当する。
中日トレーニングコーチ在任中の2012年春よりビジネス・ブレークスルー大学に進み、経営学を学ぶ。
2021年からはコーチの肩書は外れるものの、S&C一軍担当として球団に残る。

## 詳細情報

### 背番号
- 70（2003年）
- 91（2004年 - 2013年）
- 95（2014年 - 2020年）